# Gelis stigmatus
Gelis stigmatus là một loài tò vò trong họ Ichneumonidae.